# Paolino Tribbioli
Paolino Giovanni Tribbioli (Metelliano di Cortona, 13 dicembre 1868 – Imola, 12 maggio 1956) è stato un vescovo cattolico italiano.

## Biografia

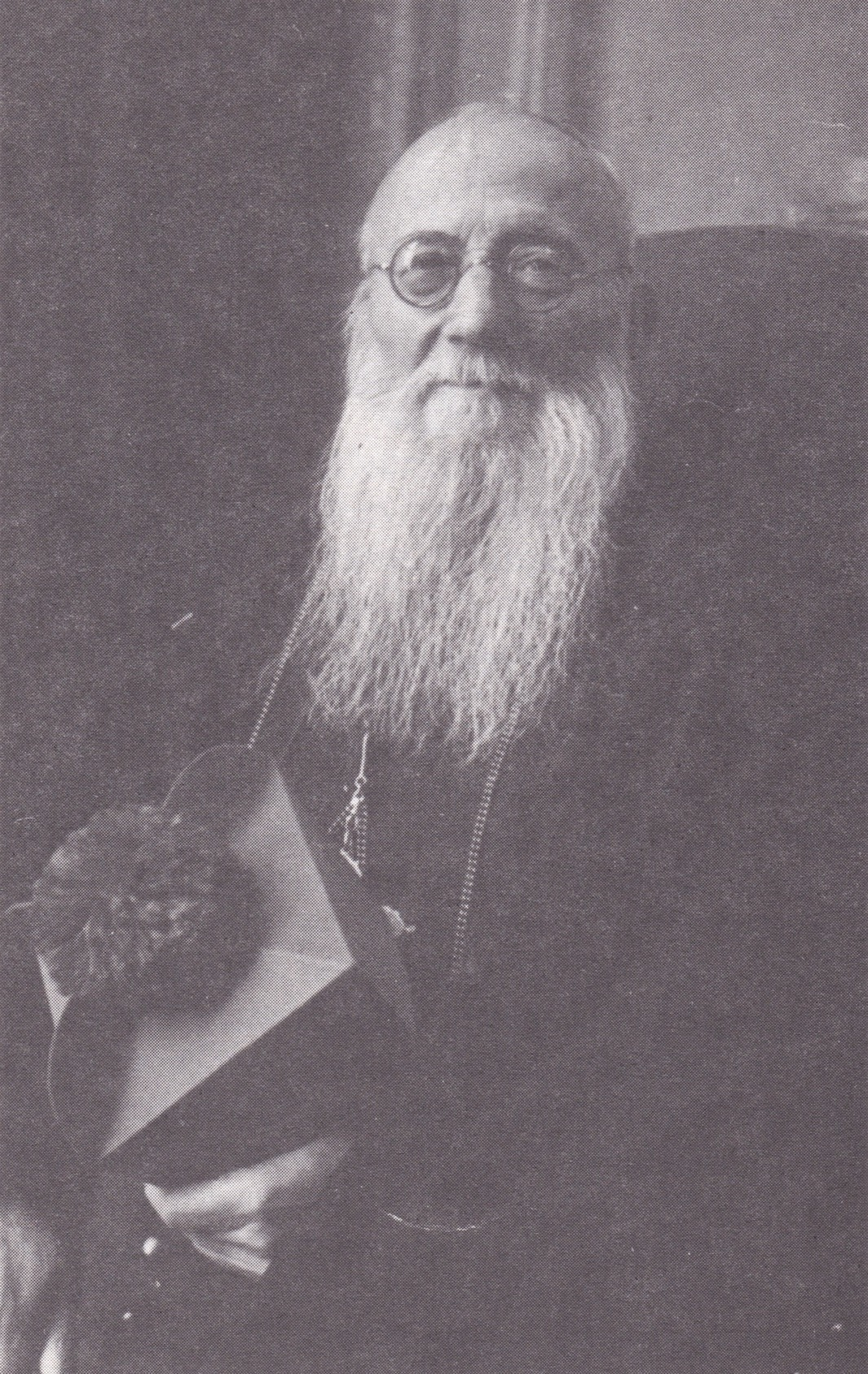
Monsignor Tribbioli.

Giovanni Tribbioli nacque in un piccolo centro vicino a Cortona (AR).
A sei anni entra nel collegio serafico di Montevarchi, retto dai padri cappuccini, dove segue un corso regolare di studi e inizia la vita religiosa.
Il 30 agosto 1884 riceve l'abito religioso, mutando il nome di battesimo in Paolino da Cortona. Professa i voti solenni l'8 settembre 1888 nella chiesa conventuale di Siena.
Viene ordinato presbitero nel 1891. Data la giovane età (ha appena 23 contro i canonici 25), riceve una speciale dispensa. Subito esprime il desiderio di partire missionario. La richiesta viene esaudita e il 16 ottobre dello stesso anno Paolino parte per l'India.
Generalmente i nuovi missionari trascorrono i primi anni in luoghi già cristianizzati, 
affiancando un padre più esperto. Successivamente vengono a loro volta inviati in luoghi dove non è ancora stato annunciato il Vangelo. Dopo il suo arrivo ad Agra, città situata 200 km a sud di Nuova Delhi, Paolino viene destinato a Mussoorie, città ai piedi dell'Himalaya, dove l'Ordine cappuccino ha un convento e gestisce un collegio ed un orfanotrofio. In quella sede padre Paolino ha l'occasione di studiare la lingua inglese.
Tre anni dopo viene richiamato ad Agra con l'incarico di vicario parrocchiale della cattedrale di Agra. Due anni dopo (1896) si ammala di enterite, morbo che lo debilita gravemente.
Dopo essersi ripreso dalla malattia, i suoi superiori lo inviano a Kilba affidandogli il compito di evangelizzare la popolazione. Kilba è una località incastonata nella catena dell'Himalaya, al confine con il Tibet. Il suo stato di salute peggiora. Padre Paolino rimane pochi mesi; alla fine dello stesso anno 1896 viene richiamato ad Agra.
Nel 1898 torna in Italia, chiamato dall'arcivescovo Carlo Gentili che lo vuole come suo segretario. Pochi anni dopo, nel 1904 viene convocato a Roma dal ministro generale dell'Ordine cappuccino, che gli propone l'incarico di segretario di lingua inglese.
Padre Paolino accetta immediatamente, convinto che l'incarico preluda ad un suo ritorno in India. Entra così nella curia generale dell'Ordine. Nel 1908 è promosso segretario generale dell'Ordine.
Il 29 marzo 1913, a sorpresa, giunge la nomina a vescovo di Imola da parte di Papa Pio X. Per obbedienza al pontefice, rinuncia definitivamente all'aspirazione, mai sopita, a fare ritorno in India ed inizia il lungo vescovado presso la Diocesi di Imola, servizio che durerà ben 43 anni, fino alla morte sopraggiunta nel 1956 all'età di 87 anni.

## Genealogia episcopale
La genealogia episcopale è:
- Cardinale Scipione Rebiba
- Cardinale Giulio Antonio Santori
- Cardinale Girolamo Bernerio, O.P.
- Arcivescovo Galeazzo Sanvitale
- Cardinale Ludovico Ludovisi
- Cardinale Luigi Caetani
- Cardinale Ulderico Carpegna
- Cardinale Paluzzo Paluzzi Altieri degli Albertoni
- Papa Benedetto XIII
- Papa Benedetto XIV
- Cardinale Enrico Enriquez
- Arcivescovo Manuel Quintano Bonifaz
- Cardinale Buenaventura Córdoba Espinosa de la Cerda
- Cardinale Giuseppe Maria Doria Pamphilj
- Papa Pio VIII
- Papa Pio IX
- Cardinale Alessandro Franchi
- Cardinale Giovanni Simeoni
- Cardinale Antonio Agliardi
- Vescovo Paolino Tribbioli, O.F.M.Cap.